# Radio Balafon
Radio Balafon est une station de radio privée du Cameroun en langue française diffusant en FM depuis le 27 mai 2011 à Douala.

## Histoire

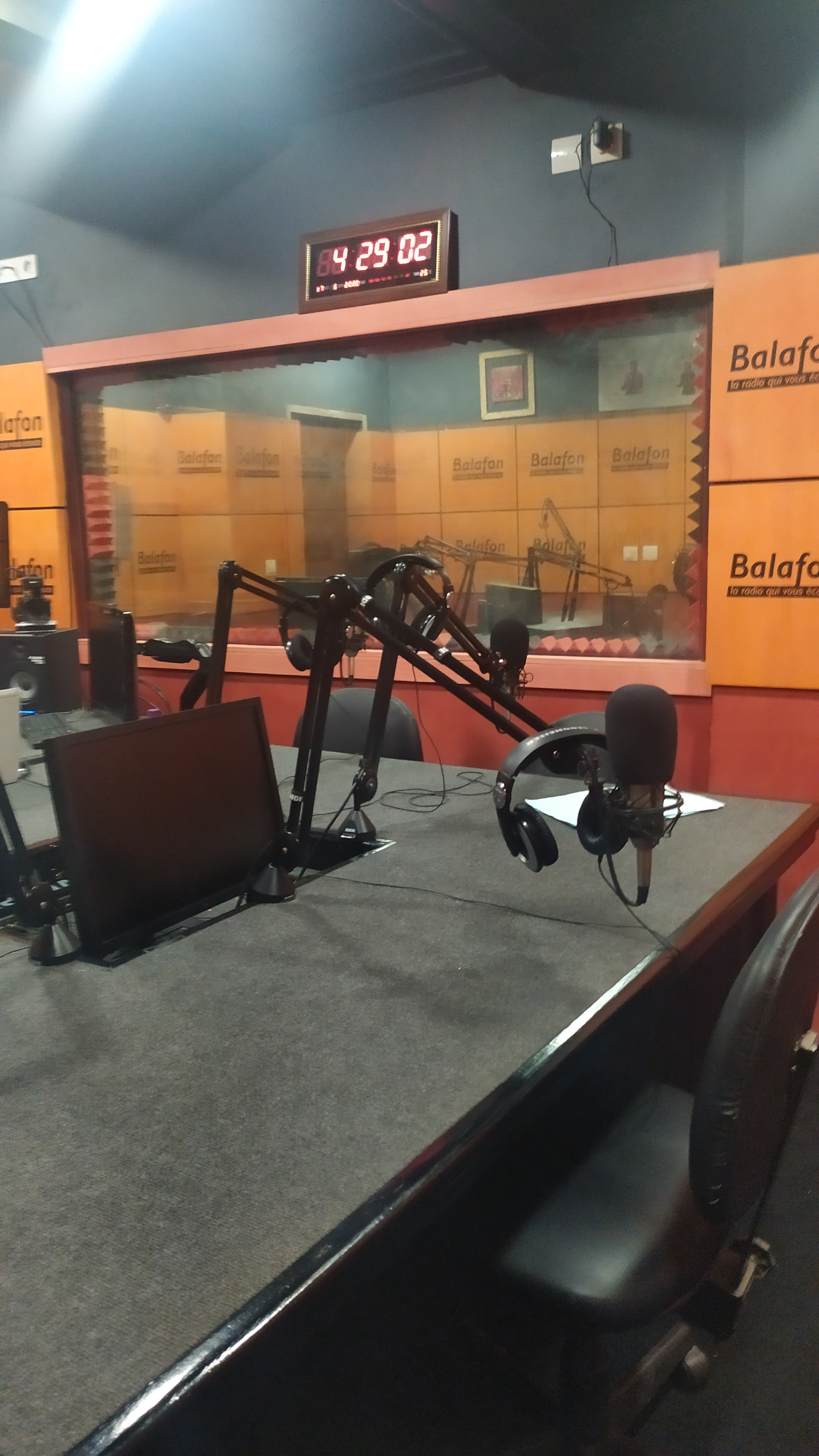
L'un des studio de la Radio Balafon

Fondée par l'ancien animateur et chef de service de la CRTV, Cyrille Bojiko à Douala en 2011, elle est en 2017 la 3e radio la plus écoutée au Cameroun. La radio s'illustre à travers une offre programmatique alléchante notamment l'émission Sacré Matin. Il s'agit d'un programme qui alterne humour ton décalé et est fondé sur l'infodivertissement. Comme la plupart des médias classiques camerounais, Radio Balafon fait l'expérience de la migration en ligne. Ses émissions sont simultanément diffusées à la radio, et sur les plateformes numériques (notamment sur la page Facebook de la radio).  

## Émissions
Radio Balafon est une radio d'information et de divertissement avec un programme d'émissions diversifiées.
- Sacré Matin, présentée par Cyrille  Bojiko,  Emmanuel Koko et Marie Flore Amassana
- Exclusif, programme musical
- Carrefour, rencontres des businessmen et du showbissnesmen
- Balafon Infos Midi
- La Grande édition
- Inspiration, présenté par Christian Pondo, programme insolite et musical

## Diffusion
La radio dispose d'une couverture FM sur la ville de Douala ses environs sur la fréquence 90.3 FM, ainsi que sur Yaoundé FM 106.3 FM Bafoussam 106.3 fm